# Stazione di Celle Ligure (1883)
Stazione di Celle Ligure 1977-ben bezárt vasútállomás Olaszországban, Celle Ligure településen.

## Vasútvonalak
Az állomást az alábbi vasútvonalak érintették:
- Genova–Ventimiglia-vasútvonal

## Kapcsolódó állomások
A vasútállomáshoz az alábbi állomások vannak a legközelebb:
- Stazione di Albisola Capo
- Stazione di Varazze